# Argentina en los Juegos Olímpicos de Innsbruck 1976
Argentina participó en los Juegos Olímpicos de Innsbruck 1976, con una delegación de 8 atletas (masculinos) que compitieron en 2 deportes.
El equipo olímpico argentino no obtuvo ninguna medalla en estos Juegos.

## Esquí alpino
Masculino
| Atleta                  | Evento          | 1.ª manga          | 1.ª manga          | 2.ª manga  | 2.ª manga  | Total      | Total      |
| Atleta                  | Evento          | Tiempo             | Posición           | Tiempo     | Posición   | Tiempo     | Posición   |
| ----------------------- | --------------- | ------------------ | ------------------ | ---------- | ---------- | ---------- | ---------- |
| Walter Dei Vecchi       | Eslalon         | No terminó         | No terminó         | No avanzó  | No avanzó  | No avanzó  | No avanzó  |
| Carlos Alberto Martínez | Descenso        | —                  | —                  | —          | —          | 1:54,62    | 47         |
| Carlos Alberto Martínez | Eslalon         | Tiempo desconocido | Tiempo desconocido | No terminó | No terminó | No avanzó  | No avanzó  |
| Carlos Alberto Martínez | Eslalon gigante | 1:56,03            | 52                 | No terminó | No terminó | No avanzó  | No avanzó  |
| Juan Ángel Olivieri     | Descenso        | —                  | —                  | —          | —          | 1:52,76    | 39         |
| Juan Ángel Olivieri     | Eslalon         | 1:05,90            | 26                 | No terminó | No terminó | No avanzó  | No avanzó  |
| Juan Ángel Olivieri     | Eslalon gigante | 2:01,08            | 63                 | No terminó | No terminó | No avanzó  | No avanzó  |
| Luis Rosenkjer          | Descenso        | —                  | —                  | —          | —          | 1:50,87    | 31         |
| Luis Rosenkjer          | Eslalon gigante | 1:53,98            | 41                 | 1:54,18    | 32         | 3:48,16    | 32         |
| Luis Rosenkjer          | Eslalon         | No terminó         | No terminó         | No avanzó  | No avanzó  | No avanzó  | No avanzó  |
| Adrián Roncallo         | Descenso        | —                  | —                  | —          | —          | No terminó | No terminó |
| Adrián Roncallo         | Eslalon gigante | 2:00,16            | 62                 | 2:00,46    | 40         | 4:00,62    | 42         |

## Esquí de fondo
Masculino
| Atleta              | Evento | Tiempo     | Posición   |
| ------------------- | ------ | ---------- | ---------- |
| Marcos Luis Jerman  | 15 km  | 53:43,34   | 71         |
| Marcos Luis Jerman  | 30 km  | 1:50:06,99 | 65         |
| Martín Tomás Jerman | 15 km  | 1:00:07,39 | 74         |
| Matías José Jerman  | 15 km  | No terminó | No terminó |